# 曹昂
曹昂（？年—197年），字子脩，沛國譙縣人，曹操之長子。曹昂的母亲劉夫人生有曹昂、曹鑠二子和清河長公主。但劉夫人產子後因病已故，後曹昂由正室丁夫人撫養成人。二十歲時即舉孝廉，随曹操征战宛城时阵亡。
其弟曹丕稱帝後，于黄初二年（221年）追尊曹昂為豐悼公，黄初五年（224年）後進爵王號為豐悼王。其侄曹叡繼位後，太和三年（229年）追尊曹昂為豐愍王。

## 生平

### 獻馬救父
建安二年（197年）年隨曹操出征張繡，戰後張繡投降。後曹操喜歡張繡的嬸嬸（張繡的叔父張濟之遗孀），張繡認為曹操在污辱已故的叔父張濟與自己，忍無可忍便在夜間發動叛變。因張繡突然發難襲擊曹操軍，曹操的座騎絕影因為張繡軍的流箭射中而倒下，曹操本人亦被射中右臂（公所乘马名绝影，为流矢所中，伤颊及足，并中公右臂），曹昂也身受重傷無法騎乘，而主動將自己的座騎讓給父親曹操（昂不能骑，进马于公，公故免，而昂遇害），步行保護其父脫身於宛城，而近身侍衛典韋為了堵住寨門讓曹操脫險負責斷後阻敵，最终曹昂、曹安民與典韋一同戰死於宛城。

## 身后

### 父母離異
養母丁夫人得知曹昂戰死後而痛哭，所以她便大骂曹操：“你將我兒子給殺了，卻都沒有想他嗎！”曹操氣得將丁夫人遣送回其丁家。爾後曹操曾親自回丁夫人之故鄉找丁夫人，撫摸丁夫人的背說：“我們一起坐車回家，好不好。”可丁夫人默不作声，曹操走到門前問：“跟我回去，行不行？”丁夫人依舊默不作声，曹操說：“那就真的告別了。”二人關係從此斷絕，曹操欲讓丁家安排丁夫人在其改嫁，丁家不敢。

### 嫡母被廢
後曹操便立卞夫人為正室。卞夫人常常探問丁夫人，有一次曹操想挽回與丁夫人的多年夫妻之情，便設宴邀請丁夫人參加，卞夫人明白曹操的心思，卞夫人寧可讓丁夫人坐正室妻座，自己則坐側室妾座，丁夫人領受卞夫人的情大為感動，丁夫人說：「我已經是被廢掉的人了，夫人您怎麼還常常這樣呢！」其後丁夫人去世，卞夫人請葬在許昌城南門。

### 父親愧疚
建安二十五年（220年）曹操病重時，自虑不起，叹曰：“我這一生前後做事，心中都不曾感到辜負了誰。但是如果死後有灵，曹昂若问‘我媽媽去了哪兒呢？’，我要怎么回答呢！” 由于卞夫人成为正室，卞夫人所生的長子曹丕则成为嫡长子，最终继承曹操的魏王位置，并取代汉朝建立曹魏。据载曹丕登基稱帝之後當眾在朝臣面前常说“家兄孝廉，自其分也。若使倉舒在，吾亦无天下”，认为如果曹昂或曹冲兩人其中一人還活著，天下（皇位）就不会由他继承。

### 繼子襲王
黄初三年（222年），以曹操已病故的庶子樊安公異母弟曹均之子曹琬继嗣曹昂，封中都公，同年徙封长子公，嘉平六年（254年）袭为丰王，正元、景元年间连续增加封邑。曹琬死后，谥恭王，子曹廉继嗣。

### 追悼長兄
曹丕稱帝後，于黄初二年（221年），追念已故的兄長表示哀悼。“追悼之怀，愴然攸伤。”中年早夭曰悼，未中早夭曰悼。故追封長兄曹昂谥号丰悼公，黄初五年（224年）又進一步追封为丰悼王。其侄曹丕之子曹叡繼皇帝位後于魏明帝太和三年（229年）年改谥为丰愍王。

## 家庭

### 曾祖父
- 曹騰，被曹叡追尊為魏高帝

### 祖父
- 曹嵩，被曹丕追尊為魏太帝

### 父母
- 曹操，被曹丕追尊為魏武帝。
- 劉夫人，曹昂生母。曹操之愛妾，不久病亡，生有曹昂、曹鑠二子與一女清河公主。
- 丁夫人，曹操的原配正室夫人，刘夫人去世后扶养曹昂，因曹昂之死而與曹操反目离家而去，曹操曾欲迎回而不可得。

### 親胞妹
- 清河公主，曹昂同母妹，曹操之長女，後嫁給夏侯惇之次子夏侯楙為妻。

### 親胞弟
- 曹鑠，曹昂同母弟，早薨。侄魏明帝曹叡後追封其為殤王。有子曹潜及孫曹偃，曹偃死後絕子嗣。

### 繼子
- 曹琬，异母弟曹均之子，袭丰王，谥恭。

### 继孙
- 曹廉，曹琬之子。

### 異母弟
- 曹丕，卞氏長子，220年稱帝為魏文帝。
- 曹彰，卞氏次子，綽號「黃鬚兒」，為一勇將，曾大破代郡烏丸。223年封任城王。
- 曹植，卞氏三子，擅長文學，曾作《洛神賦》。雖然得到曹操寵愛，但與其兄曹丕爭位失敗，從此在政治上無從施展抱負。225年立為陳王。
- 曹熊，卞氏四子，早薨。
- 曹沖，為著名神童，未成年13歲時便夭折而亡。
- 曹據，太和六年（232年）封為彭城王。
- 曹宇，太和六年（232年）封為燕王。
- 曹林，太和六年（232年）封為沛王。
- 曹袞，太和六年（232年）封為中山王。臨終病重時魏明帝曹叡對其愛護備至，死後又獲厚葬。
- 曹玹，建安十六年（211年）封為西鄉侯。
- 曹峻，太和六年（232年）封為陳留王。
- 曹矩，早薨。
- 曹幹，太和六年（232年）封為趙王。
- 曹上，早薨。
- 曹彪，太和六年（232年）封為楚王。嘉平三年（251年）與太尉王凌謀反事洩，被賜死。
- 曹勤，早薨。
- 曹乘，早薨。
- 曹整，建安廿二年（217年）封為郿侯。
- 曹京，早薨。
- 曹均，建安廿二年（217年）封為樊侯。
- 曹棘，早薨。
- 曹徽，太和六年（232年）封為東平王。
- 曹茂，與曹操及曹丕不和，太和六年（232年）封為曲陽王。

### 妹妹
- 曹宪
- 曹节
- 曹华
- 安阳公主
- 金乡公主

## 評價
- 曹操：“我前後行意，於心未曾有所負也。假令死而有靈，子脩若問我母所在，我將何辭以答！”
- 曹丕：“家兄孝廉，自其分也。”
- 丁夫人：“將我兒殺之，都不復念。”
- 陳壽《三国志》：“魏氏王公，既徒有国土之名，而无社稷之实，又禁防壅隔，同於囹圄；位号靡定，大小岁易；骨肉之恩乖，常棣之义废。为法之弊，一至于此乎！”（《三国志·魏书·武文世王公传第二十》）

## 藝術形象

### 影视形象
- 1999年电视剧《曹操》：张保春饰演曹昂
- 2013年电视剧《曹操》：陈泽浠饰演成年曹昂，冯祎哲饰演童年曹昂。

### 動漫形象
- 三國演義
- 《蒼天航路》（王欣太）
- 《火鳳燎原》（陳某）: 設定於宛城之戰時登場，治軍比父親更嚴，有「小司空」之稱，後來為了保護父親離開而死。

## 延伸阅读
[在维基数据编辑]
 《三國志·卷20》，出自陳壽《三國志》